# Efecto salarial de Baumol
El efecto salarial de Baumol es el aumento de los salarios en trabajos que no han experimentado un aumento de la productividad laboral, o han experimentado un aumento bajo, en respuesta al aumento de los salarios en otros trabajos que han experimentado un mayor crecimiento de la productividad laboral. Este patrón parece ir en contra de la teoría de la economía clásica en la que el crecimiento del salario real está estrechamente vinculado a los cambios en la productividad laboral. El fenómeno fue descrito por William J. Baumol y William G. Bowen en la década de 1960.

## Características
El aumento de los salarios en empleos sin aumentos de productividad se debe a la necesidad de competir por los empleados con empleos que han experimentado ganancias y, por lo tanto, pueden pagar salarios más altos, como lo predice la economía clásica. Por ejemplo, si el sector minorista paga a sus gerentes bajos salarios, los gerentes pueden decidir renunciar para obtener un empleo en una fábrica de automóviles, donde los salarios son más altos debido a la alta productividad laboral. Por lo tanto, los salarios de los gerentes no se incrementan por los aumentos de productividad laboral en el sector minorista, sino por la productividad y los aumentos de salarios correspondientes en otras industrias.
El estudio original se realizó para el sector de las artes escénicas. Baumol y Bowen señalaron que se necesita la misma cantidad de músicos para tocar un cuarteto de cuerdas de Beethoven hoy en día, que se necesitaba en el siglo XIX. La productividad de la música clásica no ha aumentado. Por otro lado, el salario real de los músicos (como en todas las demás profesiones) ha aumentado considerablemente desde el siglo XIX.
En una variedad de negocios, como el sector de fabricación de automóviles y otras actividades que implican tareas rutinarias, los trabajadores se están volviendo cada vez más productivos con las innovaciones tecnológicas de sus herramientas y equipos. En contraste, en algunos sectores que requieren mucha mano de obra y que dependen en gran medida de la interacción o actividades humanas no rutinarias, como la enfermería, la educación o las artes escénicas, el crecimiento de la productividad a lo largo del tiempo es escaso o nulo. Al igual que en el ejemplo del cuarteto de cuerdas, a las enfermeras les lleva la misma cantidad de tiempo cambiar un vendaje o a los profesores universitarios la misma cantidad de tiempo corregir un ensayo en 2019 que en 1966, ya que esos tipos de actividades se basan en actividades del cuerpo humano, que no puede diseñarse para que funcione de manera más rápida, precisa o eficiente de la misma manera que una máquina, como una computadora, puede hacerlo.
El costo del efecto de Baumol se usa a menudo para describir las consecuencias de la falta de crecimiento en la productividad en el sector cuaternario de la economía y los servicios públicos, como los hospitales públicos y las universidades estatales. Dado que muchas actividades de la administración pública son muy intensivas en mano de obra, hay poco crecimiento en la productividad a lo largo del tiempo porque las ganancias de productividad provienen esencialmente de una mejor tecnología de capital.
En el caso de la educación, el efecto Baumol ha sido utilizado al menos parcial de la justificación para el hecho de que en las últimas décadas, el precio de la matrícula universitaria ha aumentado más rápido que la tasa general de inflación.

## Efectos, síntomas y terapia
Los empleadores pueden reaccionar a los aumentos de costos de varias formas, incluyendo: 
- Disminuir cantidad / suministro
- Disminuir la calidad
- Disminuir los márgenes de beneficio, dividendos o inversión.
- Incrementar el precio
- Aumentar la compensación no monetaria o emplear voluntarios.
- Aumentar la productividad total de los factores.

Las ganancias de productividad informadas de la industria de servicios a fines de la década de 1990 se pueden atribuir principalmente a la productividad total de los factores. Los proveedores redujeron el costo de la mano de obra auxiliar a través de la subcontratación o la tecnología. Los ejemplos incluyen la entrada de datos de la deslocalización y la contabilidad para los proveedores de atención médica y el reemplazo de ensayos marcados manualmente en la evaluación educativa con pruebas de opción múltiple que se pueden marcar automáticamente.
El tratamiento de la productividad total de los factores no está disponible para el sector de las artes escénicas, ya que el bien consumible es el trabajo en sí. En cambio, se ha observado que los aumentos en el precio de las artes escénicas se han compensado con aumentos en el nivel de vida y el gasto en entretenimiento de los consumidores. La medida en que se han empleado otros tratamientos es subjetiva.